# Stolzembourg
Stolzembourg (en luxembourgeois : Stolzebuerg  et en allemand : Stolzemburg) est une section de la commune luxembourgeoise de Putscheid située dans le canton de Vianden.

## Géographie
Le village est délimité à l’est par l’Our, un affluent de la Sûre, qui forme à cet endroit la frontière allemande.

## Histoire
L'église comprend un clocher datant d'avant 1585. Le château de Stolzembourg (en) se trouve sur une petite colline au centre du village. Il est détruit en 1454 par le gouverneur du duché de Luxembourg Antoine Ier de Croÿ et, une seconde fois, en 1679 par les troupes de Louis XIV commandées par le maréchal de Boufflers. En 1898, il est reconstruit en manoir écossais. Aujourd'hui, il appartient à un particulier.
L'arrêté du 26 mai 1826 dispose de la fusion de Stolzembourg avec les localités qui forment l'ancienne commune de Landscheid, fusionnée avec Hoscheid en 1821, pour former la commune de Putscheid.
En avril 2019, la luxembourgite, un minéral extrêmement rare, a été découvert dans l'ancienne mine de cuivre de Stolzembourg.